# Tricholabus chalco
Tricholabus chalco är en stekelart som först beskrevs av Cresson 1868.  Tricholabus chalco ingår i släktet Tricholabus och familjen brokparasitsteklar. Inga underarter finns listade i Catalogue of Life.